# Туолемі-Сіті (Каліфорнія)
Туолемі-Сіті (англ. Tuolumne City) — переписна місцевість (CDP) в США, в окрузі Туолемі штату Каліфорнія. Населення — 1798 осіб (2020).

## Географія
Туолемі-Сіті розташоване за координатами 37°57′43″ пн. ш. 120°14′32″ зх. д. / 37.96194° пн. ш. 120.24222° зх. д. (37.961944, -120.242273).  За даними Бюро перепису населення США в 2010 році переписна місцевість мала площу 6,12 км², з яких 6,04 км² — суходіл та 0,08 км² — водойми.

## Демографія
Згідно з переписом 2010 року, у переписній місцевості мешкало 1779 осіб у 758 домогосподарствах у складі 444 родин. Густота населення становила 291 особа/км².  Було 840 помешкань (137/км²).
Расовий склад населення:
| - 87,0 % — білих - 4,7 % — корінних американців - 0,7 % — чорних або афроамериканців - 0,7 % — азіатів - 0,1 % — вихідців з тихоокеанських островів - 2,8 % — осіб інших рас |

До двох чи більше рас належало 4,1 %. Частка іспаномовних становила 11,6 % від усіх жителів.
За віковим діапазоном населення розподілялося таким чином: 22,3 % — особи молодші 18 років, 60,8 % — особи у віці 18—64 років, 16,9 % — особи у віці 65 років та старші. Медіана віку мешканця становила 41,4 року. На 100 осіб жіночої статі у переписній місцевості припадало 91,3 чоловіків;  на 100 жінок у віці від 18 років та старших — 87,5 чоловіків також старших 18 років.
За межею бідності перебувало 38,3 % осіб, у тому числі 53,9 % дітей у віці до 18 років та 6,6 % осіб у віці 65 років та старших.
Цивільне працевлаштоване населення становило 730 осіб. Основні галузі зайнятості: мистецтво, розваги та відпочинок — 19,6 %, освіта, охорона здоров'я та соціальна допомога — 18,2 %, виробництво — 11,9 %, роздрібна торгівля — 8,6 %.